# جک قاتل (فیلم ۱۹۷۶)
جک قاتل (آلمانی: Der Dirnenmörder von London) فیلمی در ژانر ترسناک به کارگردانی خسوس فرانکو است که در سال ۱۹۷۶ منتشر شد. از بازیگران آن می‌توان به کلاوس کینسکی و جوزفین چاپلین اشاره کرد.